# Schauspielstil
Der Begriff Schauspielstil bezeichnet eine Ansammlung verschiedener Beschreibungsmöglichkeiten für unterschiedliche Qualitäten schauspielerischen Handelns.
Ein Schauspielstil ist immer gekoppelt an ein bestimmtes Verhältnis zwischen Mensch und Schauspieler, sowie an verschiedene kulturelle Praktiken und historische Rahmungen.

## Schauspielreformen
Der Schauspiel-Diskurs durchschritt während der letzten zwei Jahrhunderte verschiedene Phasen der Reformierung. Neben Poetiken, Werken über Rhetorik, Reiseberichten, Biographien und Prologen lassen sich historische Aussagen zur Schauspielerei auch in der gesamten Literatur zur Ablehnung finden. Es handelte sich dabei um regelrechte Kampfschriften, die Reformvorschläge für die Arbeit des Schauspielers diskutierten, wie beispielsweise von Francesco Riccoboni, der den veristischen Stil in L’Art du théâtre kommentiert.
Ein weiterer Reformer war Denis Diderot, der in seinem Werk Paradoxe sur le Comédien die Schaffung einer neuen Tragödie fordert, in der die Pantomime – das Mittel des Schauspielers – mit der Handlung gekoppelt wird, die der Schauspieler durch eine Rede vorträgt. Er forderte Distanz zur Rolle und das Zeigen einer Figur. „Das Paradox besteht nun darin, dass der Schauspieler der Kunstfigur frei und schöpferisch als Subjekt gegenüber tritt und ohne Einfühlung produziert, zugleich aber den Zuschauer täuscht, ihm eine Illusion des Wirklichen verschafft.“
Die Distanzierung des Schauspielers zu seiner Rolle liegt im krassen Gegensatz zu den Forderungen von Konstantin S. Stanislawski, der sich gegen Ende des 19. Jahrhunderts für wahre Gefühle und das echte Empfinden auf der Bühne ausspricht.

## Schauspieltheorien und -praxen
Demnach wurden ab dem 18. Jahrhundert schauspielerische Praktiken innerhalb theoretischer Abhandlungen kritisiert – wenn auch in einer etwas einseitigen Sichtweise – da all jene, die zeitlich früher zu verorten sind, im Dunklen gelassen wurden.
Der historische Kontext sowie das vorliegende Menschenbild trugen dabei eine wesentliche Rolle, sowie der Rückgriff auf alte Praktiken wie beispielsweise der griechischen Tragödie. Es kam zu neuerlichen Begriffsbildungen sowie begrifflichen Erweiterungen. So ist es bis Mitte des 18. Jahrhunderts der Komödiant, der eine Figur oder auch Person vorstellt und ab Ende dieses Jahrhunderts bereits der Schauspieler oder auch Menschendarsteller, der einen Charakter darstellt. Ab dem 20. Jahrhundert wird wieder auf den Begriff der Figur zurückgegriffen.
Die Grundprinzipien der Nachahmung und Darstellung wurden dabei jedoch nicht angetastet. Es kam lediglich zu einer Veränderung der Fachtermini. Der Schauspieler, dessen Tätigkeit als reproduzierende gesehen wird, ist auch heute noch – trotz vieler Gegenstimmen – eine allgemein gültige Definition. „[…] die Auffassung, […] Schauspielen habe in all seinen Spielarten mit Nachahmung und Verkörperung zu tun.“ (Baumbach 2012:23) wurde weiterhin geteilt. Der Schauspieler steht also in zwingender Verbindung mit seiner Rolle und Figur und kann „trotz seiner Verwandlungsfähigkeit nicht aus seiner Haut.“
Deswegen währt die Vorstellung des bürgerlichen Schauspiels, dessen Einflussnahme nicht nur den Blick auf Konzepte und Praxen im 20. Jahrhundert verstelle, sondern auch unzureichende Befunde für Praxen der Gegenwart ermögliche.
Demgegenüber gibt es natürlich moderne Ausprägungen wie beispielsweise die Performance, in der mit den Grenzen zwischen Selbst-, Re- und Präsentation gespielt und das klassische Prinzip der Nachahmung gebrochen wird.

### Schauspielstile
Um die aus den verschiedenen Reformschriften hervorgehenden Prinzipien und Praktiken des Schauspiels einteilen zu können, wurde die Definition dreier Schauspielstile gebildet: „Diese Einteilung beinhaltet nicht nur die in der theoretischen Tradition stehenden Varianten des Rhetorischen und Veristischen Stils, sondern auch den von Gerda Baumbach entwickelten Comoediantischen Stil, […] der eine im Grunde ahistorische Theaterpraxis beschreibt, nicht auf Natur-Konstrukte bezogen. Zu den Verfahrensweisen dieser Praxis gehören Tausch, Verdoppelung, Verkehrung, Vervielfachung und Zerstückelung.“ Es handelt sich bei dieser Einteilung um ein rein theoretisches Konstrukt oder Modell, dessen Ziel darin besteht, diverse Schauspielpraxen zu untersuchen und analysieren.
Von der Spätrenaissance bis weit ins 18. Jahrhundert wurden alle drei Stile parallel praktiziert, teilweise sogar in Symbiose. Seit dem 20. Jahrhundert werden diese Stile auch in gemischter Form angewendet. „In Kombination verschiedener Verfahren der Präsentation, Repräsentation und von Darstellung/Ausdruck erweist sich Schauspielen […] als Einnehmen einer Haltung zur menschlichen Existenz wie auch als besonderer Modus menschlichen Verhaltens selbst.“ Demnach kann man die nach Stilen eingeteilten Varianten von Schauspiel auch als dementsprechende Varianten der Kommunikation sehen. Theaterspielen ist demnach ein Grundmodell, das sich aus verschiedenen Wirklichkeiten zusammensetzt und sich kulturell und historisch verändern kann, vor allem durch Menschen, die daran beteiligt sind – wie etwa die Schauspieler selbst und das Publikum. Daher kann man nicht von einer kontinuierlich-linearen Entwicklung der Schauspieltechnik sprechen. Es besteht im Weiteren die Frage, die Schauspielstile um einen vierten zu ergänzen – den Medialen Stil – da sich die moderne Theaterpraxis durch den Einsatz audiovisueller Medien grundlegend von früheren Modellen unterscheidet.
Generell verfügen alle Stile über eine spezielle historische Rahmung, sind aber dennoch als begriffliche Werkzeuge zu sehen, mit deren Hilfe man Schauspielformen zu charakterisieren versucht.

### Comoediantischer Stil
Im Comoediantischen Stil, auch Comödien-Stil genannt, tritt der Akteur als Maske oder als Typus auf und kann sich sowohl in ein Objekt, als auch in ein Subjekt verwandeln. Seinen Körper setzt er als artistisch beherrschtes Instrument als Spielball ein. Dieser Stil zeichnet sich durch einen übertriebenen, grotesken und akrobatischen Körpergebrauch aus.

#### Begriffsursprung
Ursprünglich bezeichnete der Comödiant bis ins 18. Jahrhundert nicht das, was heute allgemeinhin mit der Gattungsbezeichnung Komödie verbindet. Es bezeichnete den Schauspieler, nicht jedoch den Komödianten. Auch die Comödie bezeichnet Theaterspiel im Allgemeinen ohne eine konkrete Genrebezeichnung. Diese Begriffe haben jedoch eine Veränderung und auch eine Einschränkung im Laufe der Zeit erfahren. Denn ab der zweiten Hälfte des 18. Jahrhunderts wird der Begriff des Comödianten immer stärker differenziert und auch mit Abwertung und Geringschätzung belagert.
Aber auch innerhalb des Comödiantischen kam es vermehrt zu einer Ausdifferenzierung verschiedener Ausprägungen. Es prägten sich die Begriffe des „Hochkomischen“ und des „Niedrigkomischen“ aus. Der komödiantische Stil entstand aus der Praxis der mittelalterlichen Gaukler und Spielleute. Die ursprüngliche etymologische Bezeichnung von Gaukler ist die Bewegung, da das Wort auf die Grundform: „gaug-, gug-, geug- ‚sich auffällig, spielerische hin und her bewegen’ zurückzuführen“ ist. Und auch die Tradition des Comödien-Stils ist der Bewegung zuzuschreiben, da sie artistisch geprägt ist und das Erzählen mit dem ganzen Körper in Form von Leibesbewegungen beinhaltet.

#### Die Variabilität in der Fiktionsschranke/Doppelbödigkeit
Im Zentrum des Comödien-Stils steht neben der Körperlichkeit die Verwandlung, da innerhalb dieses Darstellungscodes der Schauspieler sich sowohl in ein Subjekt, als auch in ein Objekt verwandeln kann. Zusätzlich kann er auch mehrere Figuren oder Objekte darstellen. Für den Wandel zwischen den Rollen, können ein Requisit, aber auch bestimmte Körperhaltungen, Gesten oder eine bestimmte Mimik dienen. Ausschlaggebend für diese enorme Wandelfähigkeit ist die Flexibilität innerhalb bzw. mit der Fiktionsschranke. Denn diese Schranke wird – anders als in den anderen Darstellungscodes – überschritten, durchbrochen oder zwischen realer und fiktiver Ebene im „fliegenden Wechsel“ hin und her gesprungen. Besonders diese Öffnung/Überschreitung oder Nicht-Öffnung/Überschreitung ist Stilentscheidend, wie sich in der Darstellung, der im Weiteren, beschriebenen rhetorischen und veristischen Stils zeigen wird. Generell wird von einem Schauspieler A die Rolle B vor dem Zuschauer C verkörpert. Im komödiantischen Stil wird jedoch auch noch eine Kunstfigur zwischen Schauspieler und der Rolle geschaltet, welche den Wechsel ermöglicht.

#### Der Akteur und die Rolle
Aufgrund der Wechselmöglichkeit zwischen den Ebenen, ist der Akteur nie klar von seiner Rolle getrennt, aber auch nie komplett mit seiner Rolle verschmolzen, so wie das im veristischen Stil den Anschein macht. Es besteht immer eine Art Diskrepanz zwischen Rolle und Kunstfigur. Der Zuschauer kann teilweise, wenn der Wechsel der Ebenen perfekt verläuft, nicht mehr nachvollziehen, ob er den Schauspieler oder die Kunstfigur sieht, obwohl die Verwandlung nicht vertuscht wird, sondern offen vollzogen wird. Ein Beispiel hierfür ist eine Sequenz aus „Kinder des Olymp“ (Les enfants du paradis). In tänzerischen Grundschritten legt der Clown die verschiedenen Rollen an, die als Basis für das Verwandlungsprinzip angelegt werden.
Der Stil durchbricht auch unsere Alltagslogik und zeichnet sich durch groteskes, teils irrationales und verrücktes Handeln aus. Durch diese Beziehung zwischen dem Rollenwechsel und dem Ebenenwechsel entstehen unterschiedliche Perspektiven, die zu einer ständigen Täuschung und Manipulation der Rezipienten führt.

#### Der Leib und der Körpergebrauch im Comödien-Stil
Einen möglichen Zugang zur körperlich-leibliche Grundlage des Comödien-Stils bieten die zahlreichen Kupferstiche von Jacques Callot. Dabei ist festzustellen, dass die Körperlichkeit in diesem Stil in den Mittelpunkt rückt und jegliche Aufmerksamkeit auf sich zieht. Der Körperschwerpunkt liegt auf dem Becken, von dem aus die Extremitäten tänzerisch, allerdings nicht realitätsbezogenen, bewegt werden. Stilgebend sind die Bewegungen des Schauspieler-Comödianten, welche in den Raum nach außen führen.[10] Die starke Körperbezogenheit bringt auch die Dominanz einer teils ziemlich derben Ausdrucksweise mit sich, die sich durch Betonung des Körpers, der Körperöffnungen und der existenziellen Bedürfnisse äußert. Klar ersichtlich wird, dass dieser Stil artistisch geprägt ein starkes Körperbewusstsein und ein vielseitiges Körpertraining abverlangt. Besonders auch deshalb, weil durch die vielschichtige und vielseitige Rollenveränderung immer wieder neue erzählfähige Körperlichkeiten für diverse Rollen angelegt werden müssen, um einen offenen Rollenwechsel auf der Bühne zu ermöglichen.

#### Das Kostüm
Auch im Kostüm finden sich immer wieder derbe Formen. Nacktheit zum Beispiel spielt im komödiantischen Stil sehr oft eine zentrale Rolle. Dennoch lassen sich die Figuren selten in ein bestimmtes Schemata einordnen, sie sind weder immer nur ernst noch nur lächerlich. In dieser Gegensätzlichkeit treffen in der Nacktheit auch oft Mensch und Tier aufeinander. Diese werden durch bestimmte Gegenstände wie z. B. Federn suggeriert. Die Gesichter sind oft durch Masken bzw. Halbmasken bedeckt, was beschreibend für die Commedia dell’arte ist, jedoch auch oft im Zirkus zu finden ist. Das Kostüm kann auch den unterschiedlichen Typen aus der Commedia dell’arte zugeordnet sein, wie z. B. ein Flickenkostüm verbreitet für den Harlekin steht.

### Rhetorischer Schauspielstil
Unter Rhetorischem Schauspielstil versteht man in der Regel jene Formen ostentativen Körpergebrauchs, die auf Ideen und Regeln der antiken Rhetorik („Redekunst“) beruhen. Der vorgetragene Text wird in Form einer Rede für das Publikum aufbereitet. Diese Rede wird zusätzlich von Mimik und Gestik unterstützt.

#### Verortung in Zeit und Raum
Theoretische Anleitungen und Vorschriften für einen Rhetorischen Schauspielstil entstanden in Form von Traktaten und Abhandlungen zwischen dem 16. und 18. Jahrhundert, dabei vor allem im italienischen Raum. Diese orientieren sich allesamt am Vorbild der antiken Rhetorik, die sich aus einer Sammlung an Leitlinien für das Sprechen zusammensetzt. Dabei ging es vor allem um eine regelgebundene Verwendung der Extremitäten des menschlichen Körpers. Mit Bezugnahme auf Theoretiker der Antike gründete man im 16. Jahrhundert neue Theater. Dieses neuartige Renaissancetheater ist im besonderen Maße Schauplatz des Rhetorischen Schauspielstils. Theoretisch beruht es auf der „Erkenntnis der Welt durch Schau und Schauen“. Es versteht sich als akademisches Theater, das eine positive Theoretisierung von Theater bezwecken möchte. Der Zuschauer soll dabei aus seiner Position heraus Erkenntnis gewinnen und gleichermaßen das „Denken als festlich beglückende Schau“ empfinden. Zeitlich geht der Rhetorische Schauspielstil jedoch weit über das 16. Jahrhundert hinaus, denn bis weit ins 18. Jahrhundert wurde er neben dem Komödiantischen Stil und dem Veristischen Stil praktiziert, mitunter sogar an ein und demselben Abend. Der Rhetorische Stil wurde auch außerhalb des Theaters praktiziert. Er findet sich beispielsweise im höfischen Zeremoniell, im militärischen Reglement und in der Fechtkunst wieder. Im 18. Jahrhundert wurde dieser Stil auch „Tanzmeistergrazie“ genannt.
Weiterentwickelte Aspekte eines Rhetorischen Schauspielstils finden sich beispielsweise in Bertolt Brechts Schauspieltheorie des Epischen Theaters. Er beruft sich dort unter anderem auf eine „gestische Schauspielkunst“ und ein „Sichtbarmachen im Sinne der traditionellen Rhetorik“. Bei ihm geht es jedoch darum mittels Verfremdung eine Distanzierung der Rolle auszustellen. Brecht war ein „rhetorisches Bewusstsein“ des Theaters wichtig, vor allem um der zu seiner Zeit gängigen „naturalistischen“ bzw. veristischen Spielweise am Theater eine Alternative entgegenzubringen.
Elemente eines Rhetorischen Schauspielstils tauchen auch in unterschiedlichen Theaterformen außerhalb Europas auf, wie beispielsweise im japanischen Nō, wo allerdings zusätzlich zu rhetorischen Spielpraktiken mit offensiven Masken gearbeitet wird.

#### Körpergebrauch
Im Rhetorischen Schauspielstil unterscheidet sich der Körpergebrauch je nachdem ob der Schauspieler agiert oder nicht agiert. Für beide Fälle gilt, dass sein Körper dem Publikum zugewandt zu sein hat. Die Vorderseite des Körpers wird grundsätzlich im Rhetorischen Stil gegenüber seiner Hinterseite klar bevorzugt. In der sogenannten Aktionsstellung (passus scenicus) wird die Rolle (persona) vorgetragen. Der Körperfokus liegt auf Kopf und Brustpartie samt Armen und Händen. Dabei werden Körperhaltung und Gestik dem Status entsprechend und gemäß rhetorischer Regeln repräsentativ eingesetzt. Das Schauspiel ist ebenmäßig, wohlproportioniert, harmonisch und auf das Mittelmaß ausgerichtet. Im Rhetorischen Schauspielstil stehen die Körperpartien Kopf und Brust als Gegensätze zu Bauch und Unterleib im Zentrum. Kopf und Brust stabilisieren den Körper. Durch sie wird der Körperschwerpunkt klar nach oben verlagert. Ein erwünschtes Resultat dieser Schwerpunktsetzung ist der aufrechte Gang. Wenn der Schauspieler nicht spricht, nimmt er eine ruhende Grundstellung ein, die auch als Bühnenkreuz (crux scenica) bezeichnet wird. Dabei wird das Körpergewicht auf ein Bein verlagert (Standbein), das andere Bein (Spielbein) wird vor dieses gestellt, wobei die Zehenspitzen in entgegengesetzte Richtungen zu deuten haben. Durch eine leichte Beugung des vorderen Knies gerät das Becken in eine erwünschte Schieflage. Die Hände gilt es nicht zu nah am Oberkörper zu halten und zudem nie unterhalb der Gürtellinie und oberhalb der Augen zu führen.

#### Sprache
Die Sprache, im Sinne des gesprochenen Wortes, ist Mittler der Darstellung. Die Körpersprache ist der gesprochenen Sprache untergeordnet und hat lediglich einen illustrierenden Charakter. Im Rhetorischen Schauspielstil geht es darum, aus inneren Vorgängen sprachliche Bilder zu produzieren. Hierbei haben sich Stimme, Gestik und Mimik stets zu ergänzen.

#### Kostüm
Das Kostüm kann in diesem Schauspielstil sowohl zeitgenössische Kleidung, als auch Kostüme gemäß der Deklamationsvorschriften der römischen Rhetorik nach Cicero und Quintilian oder sogar Kostüme à la romaine (Brustpanzer, Hüftrock, Federbusch) sein. Zentral ist, dass das Kostüm den Schauspieler als „herausragende, sozial hoch stehende Person“ identifizierbar macht.

#### Verhältnis von Fiktion und Realität
Die Trennung von Rollen-Person und Rollenträger wird im Rhetorischen Schauspielstil offen gehalten.  Rollenträger und Rollen-Person werden durch bestimmte Körperzeichen repräsentiert, wodurch diese beiden Ebenen für den Schauspieler und für das Publikum gleichzeitig als getrennt verstanden werden und trotzdem in einem ersichtlichen Spannungsverhältnis zueinander stehen.

### Veristischer Schauspielstil
Dieser Stil kann als eine Art Naturalisierung des Rhetorischen Stils bezeichnet werden. Mittels aktiven Einsatz von Mimik und Gestik fungiert der Körper als Ausdrucksmittel von Gemütszuständen und ist Instrument der Darstellung einer moralischen Natur des Menschen.

#### Ursprünge
Ab der ersten Hälfte des 18. Jahrhunderts setzte der Übergang vom Rhetorischen zum Veristischen Stil ein. Das bürgerliche Menschenbild der Aufklärung sowie dem damit inbegriffenen Sensualismus nach dem Ideal der gesitteten und anständigen Natur des Menschen, die vom gesunden Verstand regiert wird, sind Voraussetzung dafür.
Allgemein kam es im Zuge der Aufklärung zu der Herausbildung einer neuen Gesellschaft, in der Mündlichkeit und öffentliche Reden als Verbreitungsmedien zunehmend von der Schriftlichkeit abgelöst wurden. Daher gerieten auch die rhetorischen Konzepte in Bedrängnis. Das Ideal des neuen, aufgeklärten, natürlichen Menschen hatte sozialkritische Hintergründe, die einhergehen mit dem aufstrebenden Bürgertum. In gewisser Hinsicht kann man den Veristischen Stil als damalige Kritik an die aristokratische Repräsentation betrachten. Darüber hinaus scheint er Antwort auf das mit inbegriffene Bedürfnis nach dem Wahren und Natürlichen zu sein. Allgemein entspricht er der vermehrten Widmung des menschlichen Verhaltens und seiner Beweggründe in moralisierender und pädagogischer Absicht.
Zahlreiche Abhandlungen wie beispielsweise von Luigi Riccoboni oder die im deutschen Sprachraum verfasste Theaterreform Gottscheds bildeten ein Literaturtheater, das sich von vorherrschenden theatralen Praktiken abgrenzte und sich selbst als „höchste“ Bühnenkunst erhob. Mit dieser neuen Theateridee wurde eine „natürliche“ Spielweise postuliert. Der Schauspieler wurde erstmals zum Künstler ernannt. Körperhaltung, Mimik und Gestik mussten dem Text angepasst bzw. untergeordnet werden, mit dem Ziel, repräsentative „Menschen“ in Form von „Charakteren“ darzustellen.
In weiterer Hinsicht ist der Veristische Stil ausgehend aus dem 18. Jahrhundert Vorreiter moderner Schauspiel Methoden wie beispielsweise dem Method Acting.

#### Körpergebrauch, Sprache und Kostüm
Während der Rhetorische Stil äußere Zeichen des nach oben ausgerichteten Körpers verwendet, um bestimmte Leidenschaften auszudrücken, liegt der Fokus des Veristischen Stils auf Gesicht und Hände, um Gefühle zu vermitteln. Der Körper ist nicht mehr Ausstellungsfläche, sondern wird selbst zum Zeichen (bzw. dient eher als Projektionsfläche der Gefühle), da alle Körperbewegungen auf die Einheit eines Charakters ausgerichtet sind, der sich schon in den kleinsten Bewegungen zeigen soll. Im Sinne des Veristischen Stils soll sich demnach der schauspielerische Körpergebrauch nicht auf die spielende Person selbst, sondern nur auf die darzustellende Rolle beziehen. Das Innen und Außenleben wird als Übereinstimmung konzipiert.
So schreibt Lessing beispielsweise über den Schauspieler in der Hamburgischen Dramaturgie:
„Er muß aus einer Gemütsbewegung in die andere übergehen, und diesen Übergang durch das stumme Spiel so natürlich zu machen wissen, daß der Zuschauer durchaus durch keinen Sprung, sondern durch eine zwar schnelle, aber doch dabei merkliche Gradation mit fortgerissen wird.“
Aber auch die Funktion der Sprache verlagert sich im veristischen Stil, vor allem ab Ende des 19. Jahrhunderts. Die Sprache ist nicht mehr das Medium der Darstellung, sondern wird selbst dargestellt. Sie erscheint als „natürliche“ Sprache, als sprachliche Geste und/oder einfache „Sprechhandlung“.
Dementsprechend ist auch die Kleidung zeitgenössisch und dient der Natürlichkeit.

#### Das Verhältnis von Fiktion und Realität
Der Schauspieler soll den Anschein einer Einheit von Akteur und Rolle erzeugen, um das Produzieren auszublenden und nur Resultate darzustellen. Der Zuschauer muss sich in die Rollenperson hineinversetzen können. Keine Fiktion, sondern die Züge eines Charakters mit der Darstellung der Wahrheit zu unterhalten soll vorgetragen werden. Im Gegensatz zum Komödiantischen- und Rhetorischen Stil wird also eine Art absolute Illusion erzeugt, so als ob auf der Bühne keine Fiktion vorherrsche. Hierbei sei auf den Begriff der vierten Wand verwiesen.